# ちびまる
ちびまる（ラテン文字表記：Chibimaru）は、日本のサンリオによるキャラクター群。正式なラテン文字表記は「CHI・BI・MA・RU」。
主人公のちびまるは豆柴の子犬をモチーフとしたキャラクター。

## 来歴
- 2003年にキャラクター開発[2]。商品化決定。
- 2003年8月27日に第1弾グッズを販売開始[3]。2003年12月26日に第2弾グッズを販売開始[4]。
- 2004年6月9日に販売開始した第3弾グッズから、ちびまるの友人の子犬「そら」が追加された[5]。

## 設定
※以下の設定は2008年現在のものである。
ちびまる
豆柴の子犬の男の子。やんちゃでいたずらっ子。誕生日は2月2日。
ちわぴょん
チワワの子犬の女の子。マイペースでおしゃれ上手。誕生日は3月3日
まめた
ラブラドール・レトリバーの子犬の男の子。がんばり屋だが少しこわがり。誕生日は12月31日
てりきち
ワイヤー・フォックス・テリアの子犬の男の子。体色は青い。紳士的。誕生日は5月5日
くーすけ
ビーグルの子犬の男の子。のんびり屋でお昼寝好き。誕生日は9月9日
そら
豆柴の子犬の男の子。運動神経抜群で元気いっぱい。

## サンリオキャラクター大賞の順位
『いちご新聞』の読者投票企画「サンリオキャラクター大賞」では第19回（2004年）の10位が歴代最高である。
2013年サンリオキャラクター大賞63位。2013年サンリオキャラクター大賞の特別企画である「これやります宣言」で、「30位以内なら『きょうのわんこ』に応募する」と宣言していたが、ランクインを逃した。
エントリーキャラクターが80キャラクターに減少した2019年から出場を控えてたが2021年から３年ぶりの再エントリーを果たしている。
また、いちご新聞オリジナル企画で2016年より「サブキャラコンテスト」が開催されている。第1回（2016年）の「サブキャラコンテスト」では「ちびまる」のサブキャラは「てりきち」がノミネートされ43位、第2回（2017年）の「サブキャラコンテスト」では「まめた」がノミネートされ46位、第3回（2018年）の「サブキャラコンテスト」では「くーすけ」がノミネートされ28位にランクインされている。第4回（2019年）は第1回（2016年）〜第3回（2018年）までの上位20キャラクター同士の決戦コンテストで、ちびまるのサブキャラは全てトップ20位圏外のためノミネートなしであった。
- 2022年サンリオキャラクター大賞70位
- 2021年サンリオキャラクター大賞61位

- 2019年、2020年出場なし。
- 2018年サンリオキャラクター大賞76位（いちご新聞ランキング72位[13]）。
- 2017年サンリオキャラクター大賞71位（いちご新聞ランキング71位[14]）。
- 2016年サンリオキャラクター大賞68位（いちご新聞ランキング63位[15]） ／ なでる投票51位[16]。
- 2015年サンリオキャラクター大賞77位[17]（いちご新聞ランキング63位[18]）。
- 2014年サンリオキャラクター大賞20位圏外[19][20][注釈 1]（いちご新聞ランキング66位[22]）。
- 2013年サンリオキャラクター大賞63位。
- 2012年サンリオキャラクター大賞44位[23]。
- 2011年サンリオキャラクター大賞42位[24]。
- 2010年サンリオキャラクター大賞20位圏外[25]。
- 2005年〜2009年サンリオキャラクター大賞10位圏外[1]。
- 2004年サンリオキャラクター大賞10位[1]。

## その他
- 『いちご新聞』でちびまるが初めて表紙を飾ったのは2004年2月号（432号）である[26]。
- 『いちご新聞』の読者投票企画「サンリオキャラクター大賞」で、2004年度（第19回）において10位を受賞した[1]。
- エクサムが発売するキッズ向けトレーディングカードアーケードゲームであるハローキティとまほうのエプロン 〜サンリオキャラクター大集合!〜の第4弾『〜みんな集まれ!お料理パーティー!〜』に登場するキャラクターのひとつとしてちびまるが起用された[27]。
- 横山貴陽による漫画『ちびまるぱらだいす』が小学館の学習雑誌に連載されていた。